# Ligue trotskyste de France
Ligue trotskyste de France (LTF) är ett franskt trotskistiskt politiskt parti, grundat år 1975. Partiet ingår i Kommunistiska internationalen; i dess principprogram ses den bolsjevikiska revolutionen 1917 som den stora förebilden. 
LTF stödjer aktivt Nordkorea, Kina och Kuba. Man ser Sovjetunionens fall som ett nederlag för proletariatet.
LTF utger partitidningen Le Bolchévik, vilken präglas av sin skarpa kritik mot andra vänsterrörelser, bland annat PCF, NPA och Lutte ouvrière, som anklagas för reformism.